# Voetbal op de Olympische Zomerspelen 2024
Voetbal is een van de sporten op de Olympische Zomerspelen 2024 in Parijs, Frankrijk. Er zullen twee toernooien gespeeld worden, een mannen- en een vrouwentoernooi. Aan het mannentoernooi doen 16 elftallen mee en bij de vrouwen 12. De spelers van de mannenelftallen mogen in principe niet ouder zijn dan 23 jaar. Drie spelers mogen boven deze leeftijd zijn. Voor de vrouwenelftallen geldt deze leeftijdsrestrictie niet.
De wedstrijden vinden plaats van 24 juli tot en met 10 augustus 2024.

## Stadions
| Marseille                                                              | Décines-Charpieu (Métropole de Lyon)                                   | Parijs                |
| ---------------------------------------------------------------------- | ---------------------------------------------------------------------- | --------------------- |
| Stade de Marseille                                                     | Stade de Lyon                                                          | Parc des Princes      |
| Capaciteit: 67.394                                                     | Capaciteit: 59.186                                                     | Capaciteit: 47.929    |
|                                                                        |                                                                        |                       |
| · Marseille Décines-Charpieu Parijs Bordeaux Saint-Étienne Nice Nantes | · Marseille Décines-Charpieu Parijs Bordeaux Saint-Étienne Nice Nantes | Bordeaux              |
| · Marseille Décines-Charpieu Parijs Bordeaux Saint-Étienne Nice Nantes | · Marseille Décines-Charpieu Parijs Bordeaux Saint-Étienne Nice Nantes | Stade de Bordeaux     |
| · Marseille Décines-Charpieu Parijs Bordeaux Saint-Étienne Nice Nantes | · Marseille Décines-Charpieu Parijs Bordeaux Saint-Étienne Nice Nantes | Capaciteit: 42.115    |
| · Marseille Décines-Charpieu Parijs Bordeaux Saint-Étienne Nice Nantes | · Marseille Décines-Charpieu Parijs Bordeaux Saint-Étienne Nice Nantes |                       |
| Saint-Étienne                                                          | Nice                                                                   | Nantes                |
| Stade Geoffroy-Guichard                                                | Stade de Nice                                                          | Stade de la Beaujoire |
| Capaciteit: 41.965                                                     | Capaciteit: 36.178                                                     | Capaciteit: 35.322    |
|                                                                        |                                                                        |                       |

## Kwalificatie

### Mannen
| Toernooi                                        | Datum                          | Locatie          | Plaatsen | Geplaatste landen                       |
| ----------------------------------------------- | ------------------------------ | ---------------- | -------- | --------------------------------------- |
| Gastland                                        | 13 september 2017              | n/a              | 1        | Frankrijk                               |
| Aziatisch kampioenschap voetbal onder 23 - 2024 | 15 april – 3 mei 2024          | Qatar            | 3        | Japan Oezbekistan Irak                  |
| Afrikaans kampioenschap voetbal onder 23 - 2023 | 24 juni – 8 juli 2023          | Marokko          | 3        | Marokko Egypte Mali                     |
| CONCACAF-kampioenschap voetbal onder 20 - 2022  | 18 juni – 3 juli 2022          | Honduras         | 2        | Verenigde Staten Dominicaanse Republiek |
| Zuid-Amerikaans kwalificatietoernooi            | 20 januari – 11 februari 2024  | Venezuela        | 2        | Paraguay Argentinië                     |
| Oceanisch kwalificatietoernooi                  | 27 augustus – 9 september 2023 | Nieuw-Zeeland    | 1        | Nieuw-Zeeland                           |
| Europees kampioenschap voetbal onder 21 - 2023  | 16–30 juni 2023                | Georgië Roemenië | 3        | Spanje Israël Oekraïne                  |
| Intercontinentale play-off (AFC–CAF)            | 27 augustus – 9 september 2023 | Frankrijk        | 1        | Guinea                                  |
| Totaal                                          | Totaal                         | Totaal           | 16       |                                         |

### Vrouwen
| Toernooi                                           | Datum                | Locatie              | Plaatsen | Geplaatste landen |
| -------------------------------------------------- | -------------------- | -------------------- | -------- | ----------------- |
| Gastland                                           | 13 september 2017    | n/a                  | 1        | Frankrijk         |
| Aziatisch kwalificatietoernooi                     | 24–28 februari 2024  | Verschillende landen | 2        | Australië Japan   |
| Afrikaans kwalificatietoernooi                     | 5–9 april 2024       | Verschillende landen | 2        | Nigeria Zambia    |
| CONCACAF kwalificatietoernooi                      | 4–18 juli 2022       | Mexico               | 1        | Verenigde Staten  |
| CONCACAF play-off                                  | 22–26 september 2023 | Verschillende landen | 1        | Canada            |
| Zuid-Amerikaans kampioenschap voetbal vrouwen 2022 | 8–30 april 2022      | Colombia             | 2        | Brazilië Colombia |
| Oceanisch kwalificatietoernooi                     | 7–19 februari 2024   | Samoa                | 1        | Nieuw-Zeeland     |
| UEFA Women's Nations League                        | 23–28 februari 2024  | Verschillende landen | 2        | Spanje Duitsland  |
| Totaal                                             | Totaal               | Totaal               | 12       |                   |

## Competitieschema
| GF | Groepsfase | ¼ | Kwartfinale | ½ | Halve finales | T | Troostfinale | F | Finale |

| Datum →     | woe 24 | don 25 | vrij 26 | zat 27 | zon 28 | maa 29 | din 30 | woe 31 | don 1 | vrij 2 | zat 3 | zon 4 | maa 5 | din 6 | woe 7 | don 8 | vrij 9 | zat 10 |
| Onderdeel ↓ | woe 24 | don 25 | vrij 26 | zat 27 | zon 28 | maa 29 | din 30 | woe 31 | don 1 | vrij 2 | zat 3 | zon 4 | maa 5 | din 6 | woe 7 | don 8 | vrij 9 | zat 10 |
| ----------- | ------ | ------ | ------- | ------ | ------ | ------ | ------ | ------ | ----- | ------ | ----- | ----- | ----- | ----- | ----- | ----- | ------ | ------ |
| Mannen      | GF     |        |         | GF     |        |        | GF     |        |       | ¼      |       |       | ½     |       |       | T     | F      |        |
| Vrouwen     |        | GF     |         |        | GF     |        |        | GF     |       |        | ¼     |       |       | ½     |       |       | T      | F      |